# SV Transvaal
Sport Vereniging Transvaal je fotbalový klub ze surinamského hlavního města Paramaribo. Byl založen v roce 1921 na střední škole Hendrikschool, hraje na André Kamperveen Stadionu, klubové barvy jsou zelená a bílá. Získal devatenáct titulů mistra Surinamu (1925, 1937, 1938, 1950, 1951, 1962, 1965, 1966, 1967, 1968, 1969, 1970, 1973, 1974, 1990, 1991, 1996, 1997 a 2000) a je po SV Robinhood druhým nejúspěšnějším klubem v zemi. Vítězem poháru byl v letech 1996, 2002 a 2008. Jako jediný surinamský tým vyhrál v letech 1973 a 1981 Ligu mistrů CONCACAF, finalistou byl v letech 1968, 1974, 1975 a 1986. Podle Mezinárodní federace fotbalových historiků a statistiků byl SV Transvaal ve 20. století pátým nejlepším klubem konfederace CONCACAF.